# Múscul esternohioidal
El múscul esternohioidal (musculus sternohyoideus) o múscul esternoclidohioidal, és el més superficial dels músculs de la regió infrahioidal. És una cinta carnosa de 15 a 25 mm. d'ample, estesa des de l'extremitat superior del tòrax fins a l'os hioide.
Té el seu origen a la cara posterior del manubri esternal i en la part interna de la clavícula (primer cartílag). Està en la part del coll. S'insereix a la part de baix a la cara posterior de la vora posterior de la clavícula, a la cara posterior de lligament esternoclavicular, en la meitat lateral del manubri esternal i en el primer cartílag costal. Des d'aquí es dirigeix cap amunt per acabar en la vora inferior del cos de l'os hioide.
El múscul esternohioidal està innervat per la nansa cervical del nervi hipoglòs.
La seva contracció fa descendir a l'os hioide.

## Imatges

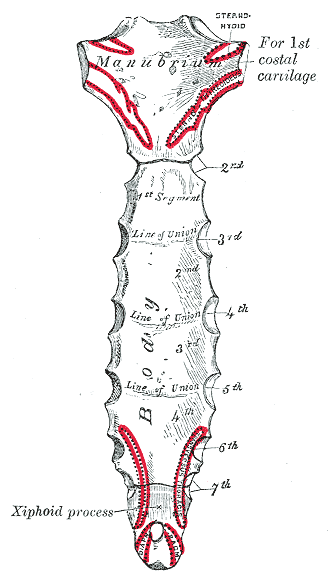
Superfície posterior de l'estern.
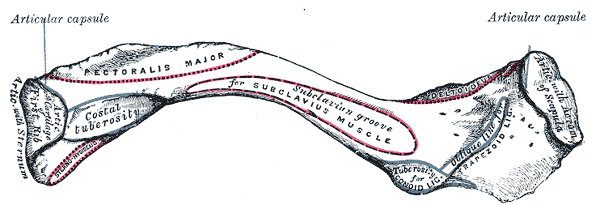
Clavícula esquerra. Superfície inferior.
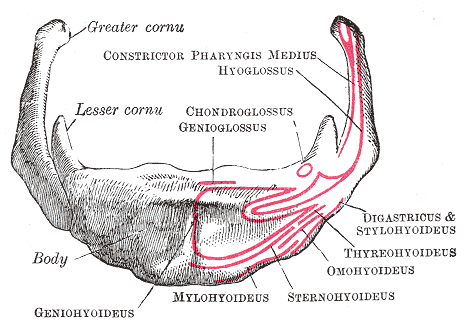
Os hioide, superfície anterior.
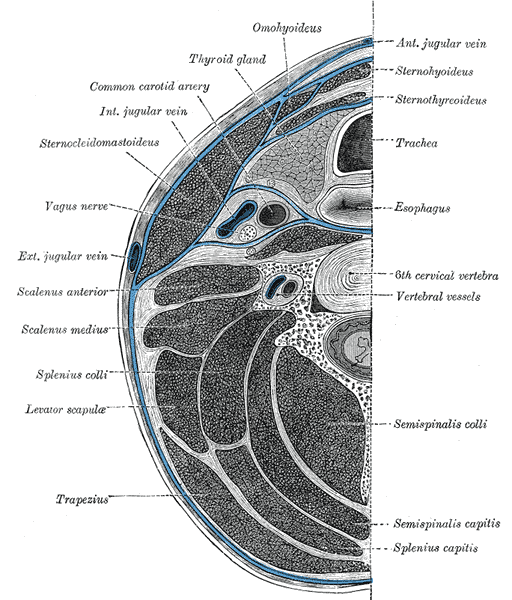
Secció del coll a nivell de la vèrtebra cervical C VI.
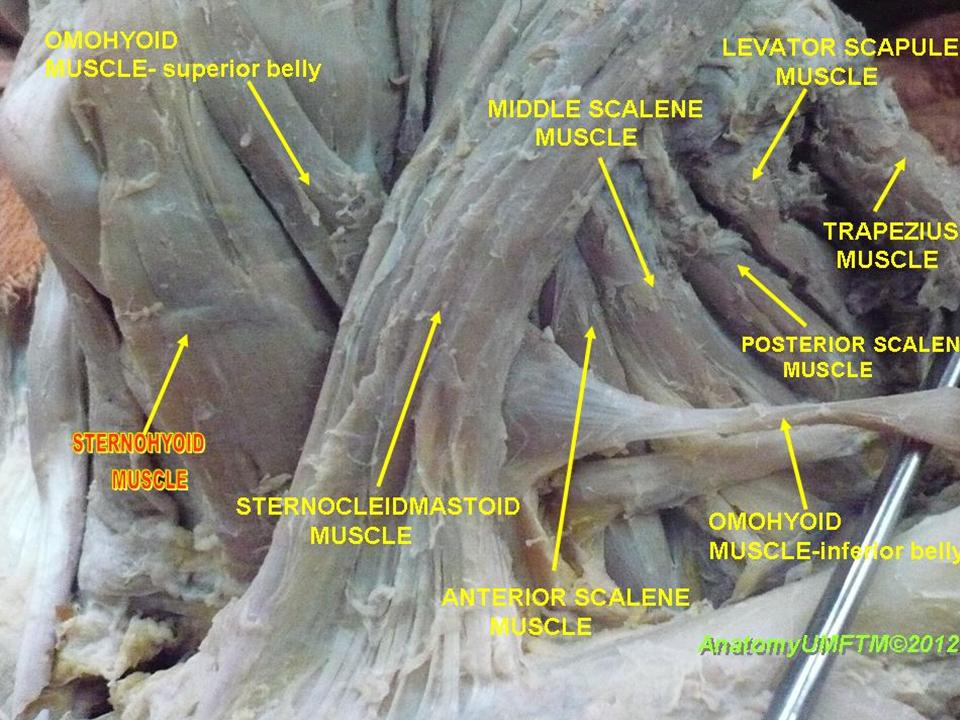
Múscul esternohioidal.
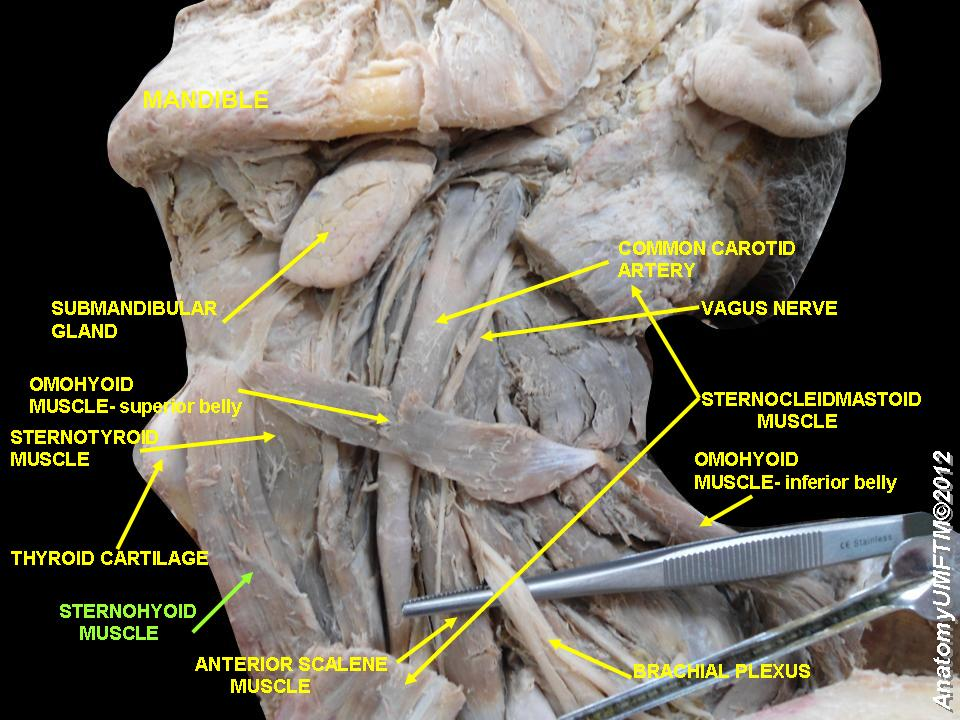
Múscul esternohioidal. Vista lateral.
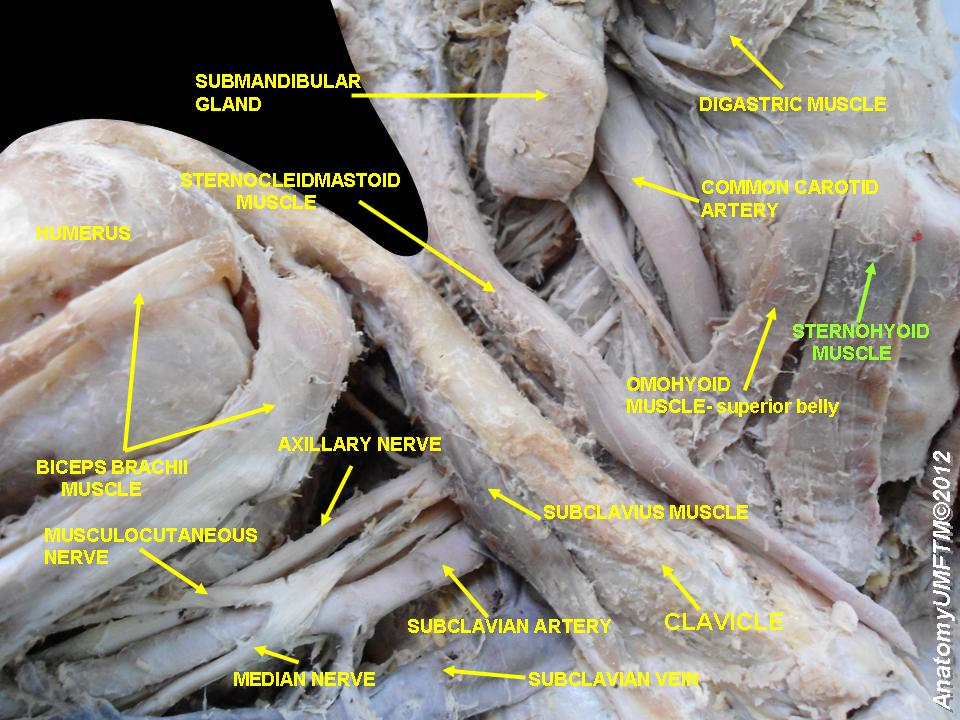
Múscul esternohioidal. Costat dret.
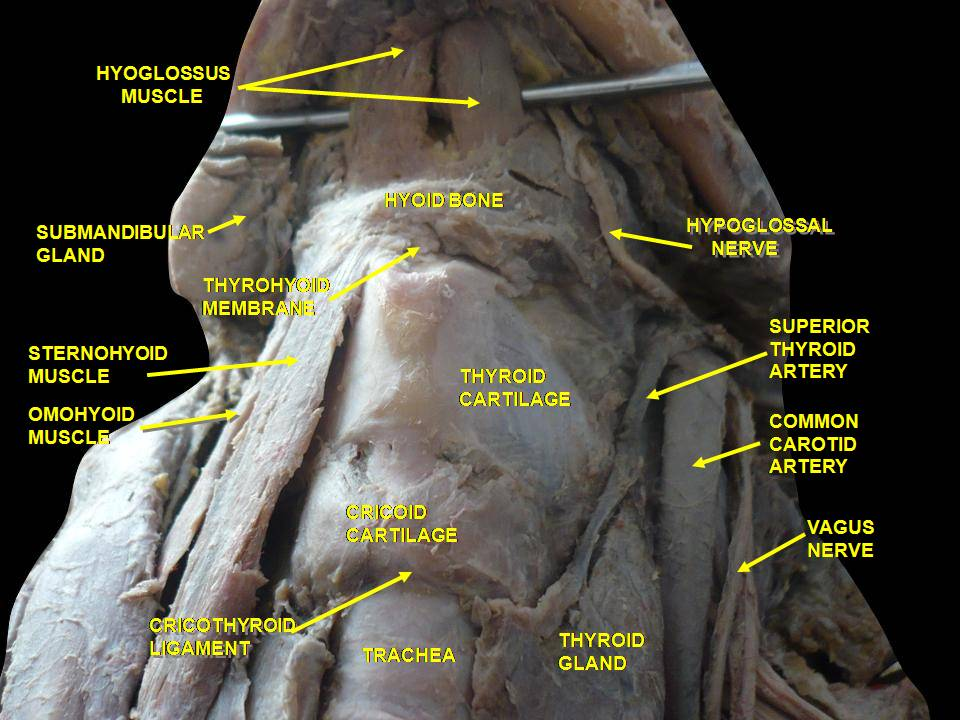
Dissecció profunda. Músculs, nervis i artèries del coll. Vista anterior.